# Neuhofer See
Der Neuhofer See befindet sich in der Sternberger Seenlandschaft im Landkreis Nordwestmecklenburg nordöstlich von Schwerin. Die West-, Ost- und Südufer bilden die Grenze zum Landkreis Ludwigslust-Parchim. Größere Gemeinden in der Umgebung sind Warin und Brüel. Angrenzende Gemeinde ist Kloster Tempzin. Das namengebende Dorf Neuhof ist ein Ortsteil von Bibow und liegt etwa zwei Kilometer vom See entfernt. Der See ist von einem Schilfgürtel umgeben. Er ist im Norden knapp einen Kilometer breit und wird nach Süden schmaler.